# Clinton (hrabstwo Rock)
Clinton – miasto w Stanach Zjednoczonych, w stanie Wisconsin, w hrabstwie Rock.